# Championnat de La Réunion de football 1998
Navigation
Édition précédente Édition suivante
Le Championnat de La Réunion de football 1998 était la 48e édition de la compétition qui fut remportée par la SS Saint-Louisienne.

## Classement
| Rang | Équipe                      | Pts | J  | G  | N  | P  | Bp | Bc | Diff |
| ---- | --------------------------- | --- | -- | -- | -- | -- | -- | -- | ---- |
| 1    | SS Saint-Louisienne (T) (C) | 84  | 26 | 17 | 7  | 2  | 39 | 12 | +27  |
| 2    | US Stade Tamponnaise        | 81  | 26 | 15 | 10 | 1  | 55 | 22 | +33  |
| 3    | JS Saint-Pierroise          | 70  | 26 | 11 | 11 | 4  | 45 | 32 | +13  |
| 4    | SS Excelsior                | 69  | 26 | 12 | 7  | 7  | 49 | 37 | +12  |
| 5    | US Saint-André Léopards     | 65  | 26 | 11 | 6  | 9  | 34 | 27 | +7   |
| 6    | AS Chaudron                 | 65  | 26 | 11 | 6  | 9  | 34 | 27 | +7   |
| 7    | SS Jeanne d'Arc             | 63  | 26 | 11 | 4  | 11 | 37 | 31 | +6   |
| 8    | US Bénédictine              | 59  | 26 | 9  | 6  | 11 | 34 | 41 | -7   |
| 9    | US Cambuston                | 57  | 26 | 8  | 7  | 11 | 29 | 37 | -8   |
| 10   | AS Marsouins                | 56  | 26 | 7  | 9  | 10 | 27 | 34 | -7   |
| 11   | US Possession               | 52  | 26 | 6  | 8  | 12 | 22 | 36 | -14  |
| 12   | SS Sainte-Rosienne          | 52  | 26 | 6  | 8  | 12 | 17 | 32 | -15  |
| 13   | SS Dynamo (P)               | 47  | 26 | 4  | 9  | 13 | 32 | 48 | -16  |
| 14   | SS Capricorne (P)           | 37  | 26 | 1  | 8  | 17 | 16 | 51 | -35  |

|  | Champion de La Réunion et qualification pour la Ligue des Champions de la CAF 1999 |
|  | Qualification pour la Coupe de la CAF 1999                                         |
|  | Relégation en 2e division                                                          |